# Hôpital de l'Amitié Tchad-Chine
 (octobre 2024).
Hôpital de l'Amitié Tchad-Chine anciennement appelé Hôpital de la liberté, est un établissement public de santé situé à N'Djamena, sous tutelle du Ministre de la Santé Publique. Ses unités des soins couvrent presque la totalité des besoins de santé. Il a été construit par le gouvernement tchadien avec l'appui de la Chine.